# Gualando Orlandi
Gualando Orlandi (Pisa, ... – ...; fl. XI secolo) è stato un nobile e ambasciatore italiano.

## Biografia
Gualando, nipote del capostipite Rodilando Orlandi e figlio di Rolando, appartenente al potente casato pisano degli Orlandi, nacque a Pisa nell'XI secolo.
La carriera di Gualando fu prettamente incentrata nella diplomazia, divenendo ben presto ambasciatore della repubblica di Pisa.
Nel 1081, Gualando divenne signore della Selva Palatina.
Nel 1089, è registrato come ambasciatore della repubblica di Pisa presso Ratisbona.